# Interceptor (2022)
Interceptor is een Amerikaans-Australische actiefilm uit 2022, geregisseerd door Matthew Reilly naar een scenario dat hij samen met Stuart Beattie schreef. De hoofdrollen worden vertolkt door Elsa Pataky en Luke Bracey.

## Verhaal
J.J. Collins is een kapitein in het Amerikaanse leger. Ze is nu toegewezen aan een roemloze post, nadat ze de aanranding van een generaal had onthuld. J.J. bevindt zich dan in een geïsoleerde antiraketbasis midden op zee. Ze zal echter het hoofd moeten bieden aan een ernstige crisissituatie wanneer terroristen de antiraketbasis binnen dringen, die het gemunt hebben op de Verenigde Staten met kernwapens.

## Rolverdeling
| Acteur         | Personage            |
| -------------- | -------------------- |
| Elsa Pataky    | Kapitein JJ Collins  |
| Luke Bracey    | Alexander Kessel     |
| Aaron Glenane  | Beaver Baker         |
| Mayen Mehta    | Korporaal Rahul Shah |
| Paul Caesar    | Kapitein John Welsh  |
| Belinda Jombwe | Ensign Washington    |
| Marcus Johnson | Generaal Dyson       |
| Zoe Carides    | President Wallace    |
| Kim Knuckey    | Generaal Crowthorne  |

## Productie
Chris Hemsworth, echtgenoot van hoofdrolspeelster Elsa Pataky en een van de uitvoerende producenten van de film, heeft een kleine niet-gecrediteerde ondersteunende rol als een zeer relaxte televisieverkoper die de livestreams van gebeurtenissen in de winkel volgt en becommentarieert, en eindigt in een korte mid-credit scene rusten in een massagestoel.
De opnames vonden plaats in New South Wales, Australië over een periode van 33 dagen en begonnen op 29 maart 2021.

## Release
De film ging in première op 26 mei 2022 in Australië. Na een korte bioscooprelease in Australië, werd de film een week later wereldwijd uitgebracht door Netflix.

## Ontvangst
De film ontving gemengde recensies van critici. Op Rotten Tomatoes heeft Interceptor een waarde van 45% en een gemiddelde score van 4,90/10, gebaseerd op 40 recensies. Op Metacritic heeft de film een gemiddelde score van 51/100, gebaseerd op 6 recensies.